# Бобравское сельское поселение
Бобра́вское се́льское поселе́ние — муниципальное образование в Ракитянском районе Белгородской области.
Административный центр — село Бобрава.

## История
Бобравское сельское поселение образовано 20 декабря 2004 года в соответствии с Законом Белгородской области № 159.

## Население
| 2010  | 2011  | 2012  | 2013  | 2014  | 2015  | 2016  | 2017  | 2018  |
| ----- | ----- | ----- | ----- | ----- | ----- | ----- | ----- | ----- |
| 2010  | ↗2015 | ↗2030 | ↗2037 | ↘2029 | ↘2017 | ↘2001 | ↘1976 | ↘1962 |
| 2019  | 2020  | 2021  |       |       |       |       |       |       |
| ↘1932 | ↘1912 | ↘1861 |       |       |       |       |       |       |

## Состав сельского поселения
| № | Населённый пункт | Тип населённого пункта       | Население |
| - | ---------------- | ---------------------------- | --------- |
| 1 | Бобрава          | село, административный центр | ↘1419     |
| 2 | Борисполье       | село                         | ↗500      |
| 3 | Новозахаровка    | село                         | ↘28       |
| 4 | Новоленинское    | село                         | ↗63       |